# Robotron Meiningen

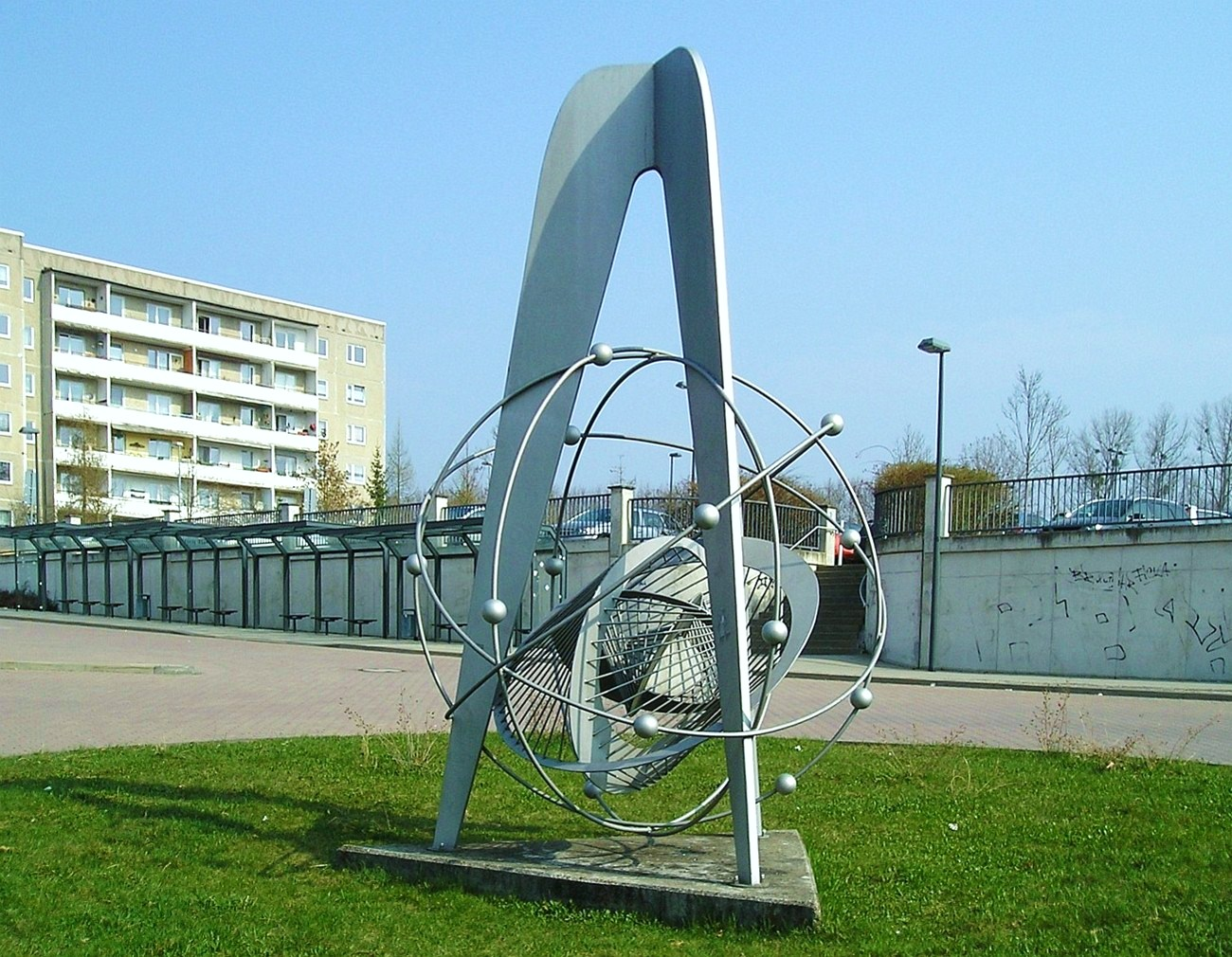
Die Plastik „Atomium“ stand einst als Symbol des Werkes vor dem Haupttor.

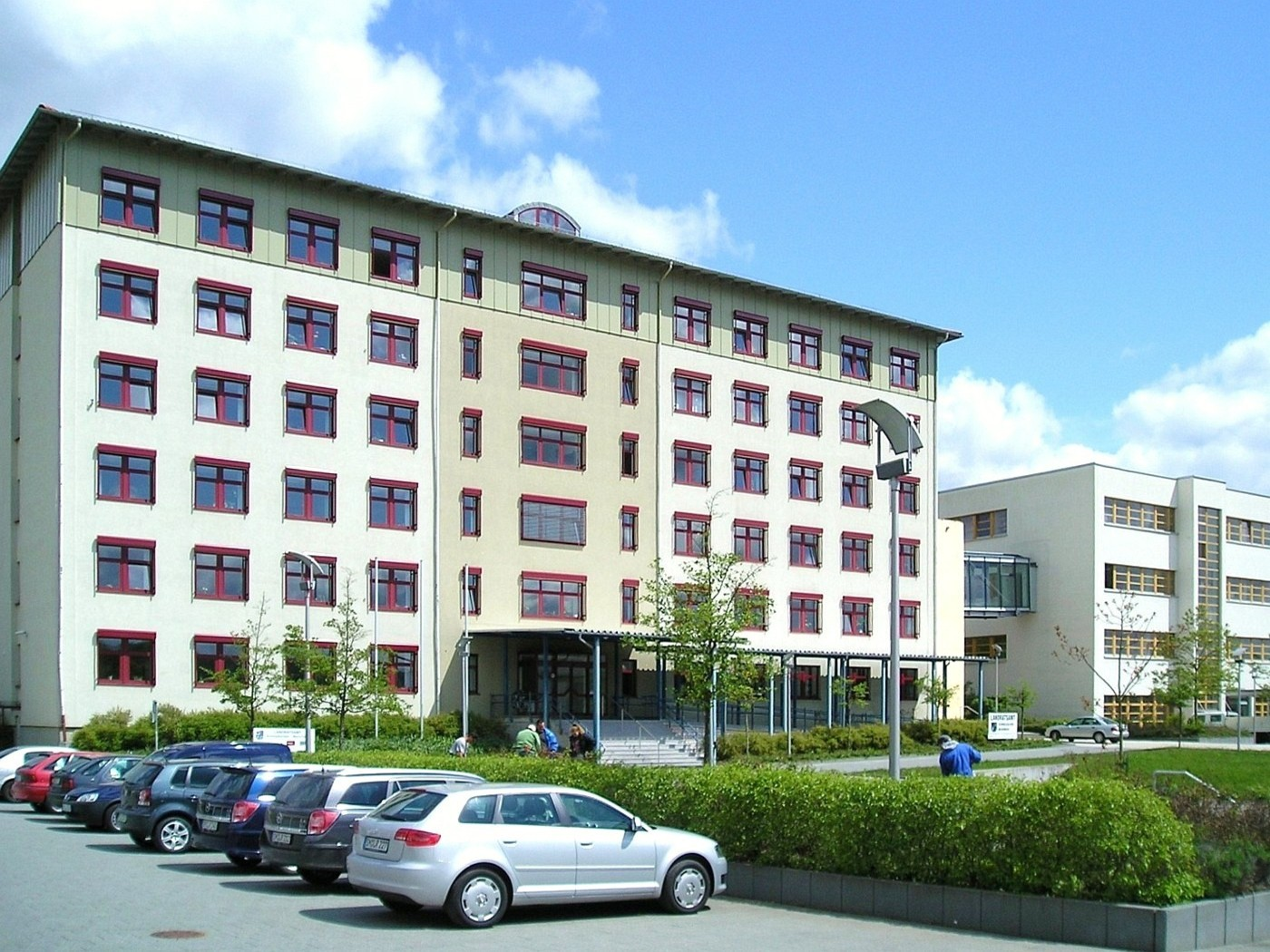
Das Verwaltungsgebäude - heute Landratsamt Meiningen

Robotron Meiningen war ein Mikroelektronik-Unternehmen in Meiningen. Hier wurden Kleincomputer, PC-Festplatten und Grundsubstrate für Fotomasken (engl.: mask blanks) produziert. Der Standort des Unternehmens befand sich im heutigen Stadtteil Jerusalem.

## Geschichte
Am 15. Juni 1967 wurde der Grundstein für den modernen Werksneubau als neuer Betriebsteil der Mercedes Büromaschinenwerke AG Zella-Mehlis gelegt, die die Produktion von Kleincomputern hierher verlegte. Bereits am 1. Juli 1967 erhielt das Unternehmen nach der Auflösung der Mercedes-Werke AG den offiziellen Namen VEB Rechenelektronik Meiningen/Zella-Mehlis mit Sitz an beiden Standorten.
1970 erlangte das Meininger Werk große Bedeutung als einziger Hersteller von elektronischen Kleincomputern in der DDR. Dies waren unter anderen die Mikrorechner K1510/1520 und K1001-1003. Ab 1974 wurden auch so genannte Konsumgüter produziert, darunter befanden sich überwiegend Radiogeräte. Nach der Bildung des Kombinats Robotron mit Sitz in Dresden wurde das Werk am 1. Januar 1977 in VEB Robotron-Elektronik Zella-Mehlis/Werk Meiningen umbenannt. Alleiniger Sitz war jetzt Zella-Mehlis.
1984 nahm das Meininger Werk die Produktion der ersten in der DDR gefertigten 5,25-Zoll-Festplattenspeicher nach internationalem Standard auf. Auch 14-Zoll-Festplatten wurden produziert. Von 1986 bis 1990 erfolgte ein umfangreicher Ausbau des Unternehmens mit neuen Produktionsanlagen für die Fertigung von PC-Festplatten. In diesem Zeitraum hatte der Betrieb bis zu 1400 Beschäftigte.
Nach der politischen Wende wurde das Kombinat aufgelöst und das Werk Meiningen unter den Unternehmensnamen Robotron Meiningen in eine GmbH umgewandelt. Die geplante Produktion von Magnetplatten für IBM schlug fehl, da sich der Elektronikkonzern aus diesem Geschäftsfeld zurückzog. Trotz guter Qualität lief die Produktion von Festplatten 1991 aus und es folgte noch im selben Jahr die Insolvenz.
Ab 1. Juli 1992 wurde das Unternehmen unter dem Namen Robotron Dünnschichttechnologie GmbH weitergeführt. Unter Nutzung der Speicherplattentechnik und modernen Reinsträumen, klimatisch völlig isolierte und staubfreie Fertigungsstätten, brachte man mit den Fotomasken-Substraten (englisch mask blanks) für die Halbleiterherstellung ein neues Produkt auf den Markt. Ab 1995 war Robotron Meiningen schließlich der einzige Hersteller von „Mask Blanks“ in Europa.
Am 1. Januar 1998 übernahm die Schott Lithotec AG, eine Tochter der Schott AG, das Meininger Unternehmen, erhöhte den Technologiestandard und baute die Produktion weiter aus. Später aber verlagerte Schott nach und nach die Fertigung in die USA und 2006 wurde die Produktion in Meiningen eingestellt. Auch in den USA wurde 2007 die Produktion eingestellt und Japan ist jetzt weltweit alleiniger Hersteller von „Mask Blanks“.
Infolge des Produktwechsels und notwendigen Arbeitsplatzabbaus gab es in den 1990er Jahren durch ehemalige leitende Mitarbeiter von Robotron Meiningen einige Neu- und Ausgründungen. So entstanden beispielsweise die ABS Elektronik GmbH, ein Hersteller von Leiterplatten, und das Hightech-Unternehmen ADVA AG Optical Networking.